# Mirnaja (Kraj Zabajkalski)
Mirnaja (ros. Мирная) – osiedle przy stacji w Rosji, w Kraju Zabajkalskim, w rejonie ołowiannińskim. W 2010 liczyło 1367 mieszkańców.